# 34e régiment d'artillerie
Pour les articles homonymes, voir 34e régiment.
Le 34e régiment d'artillerie (34e RA) est une unité d'artillerie de l'armée française, créée en 1873.

## Création et différentes dénominations
- 21 octobre 1873 : Formation du 34e régiment d'artillerie
- 1883 : devient 34e régiment d'artillerie de campagne
- 31 décembre 1923 : Dissous[1]
- 15 avril 1935 : recréation du 34e régiment d'artillerie
- 31 août 1991 : Dissous

## Colonel et chefs de corps
- 21 octobre 1873 : Marie Charles Henri Bézard
- 1879 : colonel Logerot
- 1881 : colonel de Champvallier
- 1883 : colonel Saget
- 1887 : colonel Bajou
- 1892 : colonel Humbert-Droz
- 1894 : colonel de Boysson
- 1895 : colonel Petit de Coupray
- 1895 : colonel Borgnis-Desbordes
- 1898 : colonel de Miol-Flavart
- avant 1914 : colonel Potel
- 1914 : colonel Renault
- 1918 : lieutenant-colonel Darnet
- 1986 - 1991 : colonel Jean-Pierre Drouard Site L'Épaulette

## Historique des garnisons, combats et batailles

### De 1872 à 1914
Le 34e régiment d'artillerie est formé à Toulouse le 21 octobre 1873 lors de la réorganisation des corps d'artillerie français, avec :
- 2 batteries provenant du 9e régiment d'artillerie
- 1 batterie provenant du 14e régiment d'artillerie
- 2 batteries provenant du 21e régiment d'artillerie
- 3 batteries provenant du 23e régiment d'artillerie
- 1 batterie provenant du 24e régiment d'artillerie

Le régiment fait partie de la 12e brigade d'artillerie.
Au printemps 1875, le régiment quitte Toulouse pour prendre garnison à Angoulême.
En 1881-1882, les 9e et 10e batteries prennent part à la campagne de Tunisie contre les Kroumirs. La 10e batterie revient en France le 4 novembre 1881 et la 9e batterie le 14 décembre 1882.
En 1910, il quitte Angoulême pour Périgueux.

### Première Guerre mondiale

#### Affectation
Caserné à Périgueux, le 31e régiment d'artillerie de campagne fait partie de la 12e brigade d'artillerie et est attaché à la 24e division d'infanterie.

#### 1914
- Bataille des Frontières
- Grande Retraite
- Bataille de la Marne

#### 1916
- Bataille de Verdun

#### 1918
- Front italien
  - Bataille du Piave

### Entre-deux-guerres
Le 31 décembre 1923, le 34e régiment d'artillerie est dissous.
Le 15 avril 1935, le 34e régiment d'artillerie est recréé.

### Seconde Guerre mondiale
Le régiment combat sur le front de Lorraine.

### De 1945 à nos jours
Fin 1953, il est stationné à Wetzlar en Allemagne de l'Ouest
Le 12 novembre 1956, il s'installe au quartier Bonaparte à Constance.
Le 15 septembre 1978, il part pour Müllheim.
Le 31 août 1991, le 34e régiment d'artillerie est dissous.

## Traditions du34erégimentd’artillerie

### Étendard
Il porte, cousues en lettres d'or dans ses plis, les inscriptions suivantes :
- Verdun 1916
- Les Monts 1917
- Italie 1918

## Sources et bibliographie
- Louis Susane : Histoire de l'artillerie Française
- Historiques des corps de troupe de l'armée française (1569-1900)
- Historique du 34e régiment d'artillerie de campagne durant la guerre de 1914-1918